# Zone sauvage de Kaldoaivi

La zone sauvage de Kaldoaivi (finnois : Kaldoaivin erämaa), située à Utsjoki et Inari en  Laponie, est la plus grande zone sauvage de Finlande,. 

## Présentation
| Localisation de la Finlande dans le Monde |

| Localisation de la Finlande dans le Monde |

La vaste zone désertique sans route a été fondée en 1991 comme les 11 autres régions sauvages de Laponie. Sa superficie est de 2 924 km2 soit environ 57% de la superficie totale de la municipalité d'Utsjoki.
Elle est gérée par la direction des forêts de Finlande.

## Flore et faune

### Flore

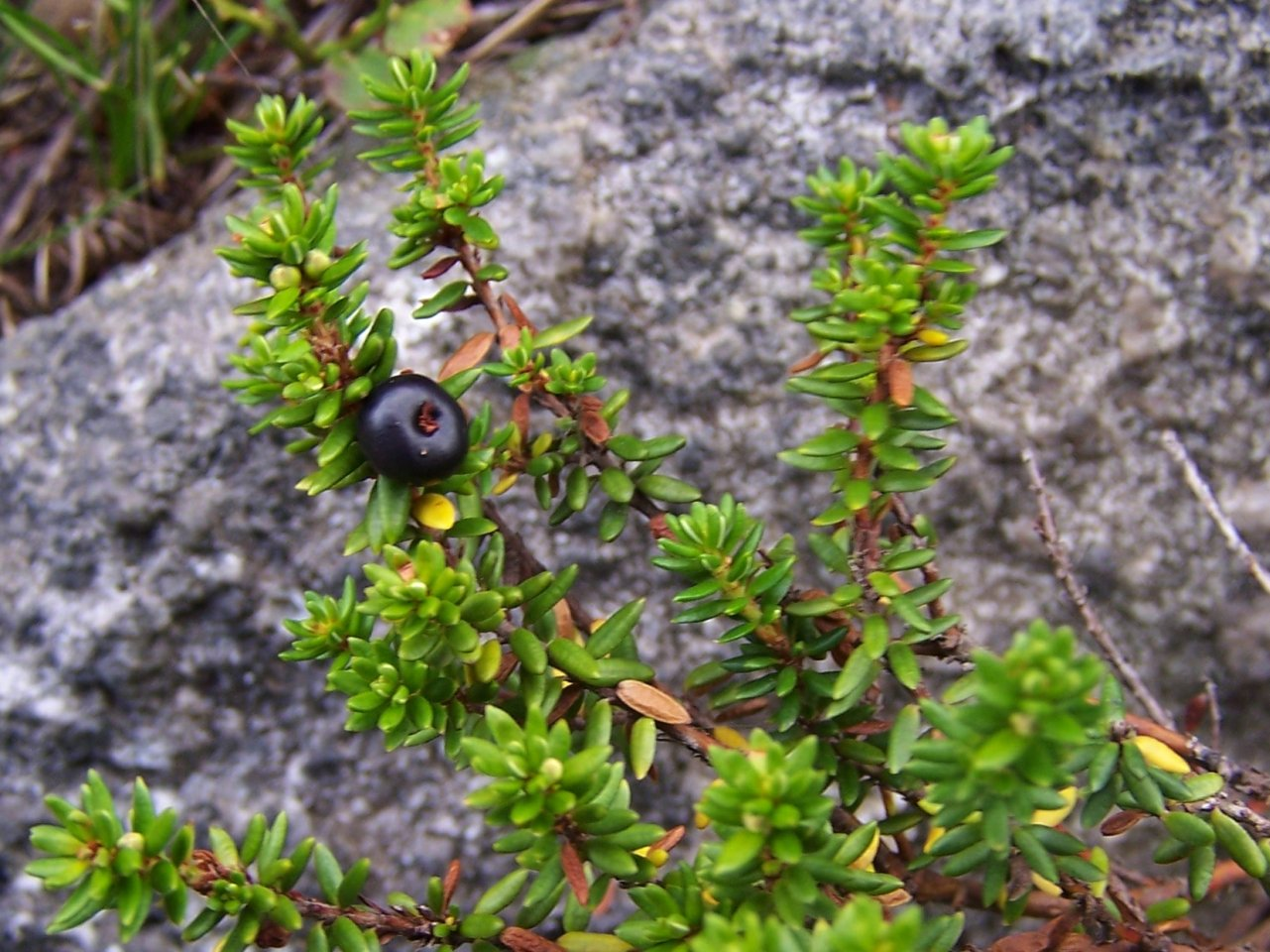
camarine noire.

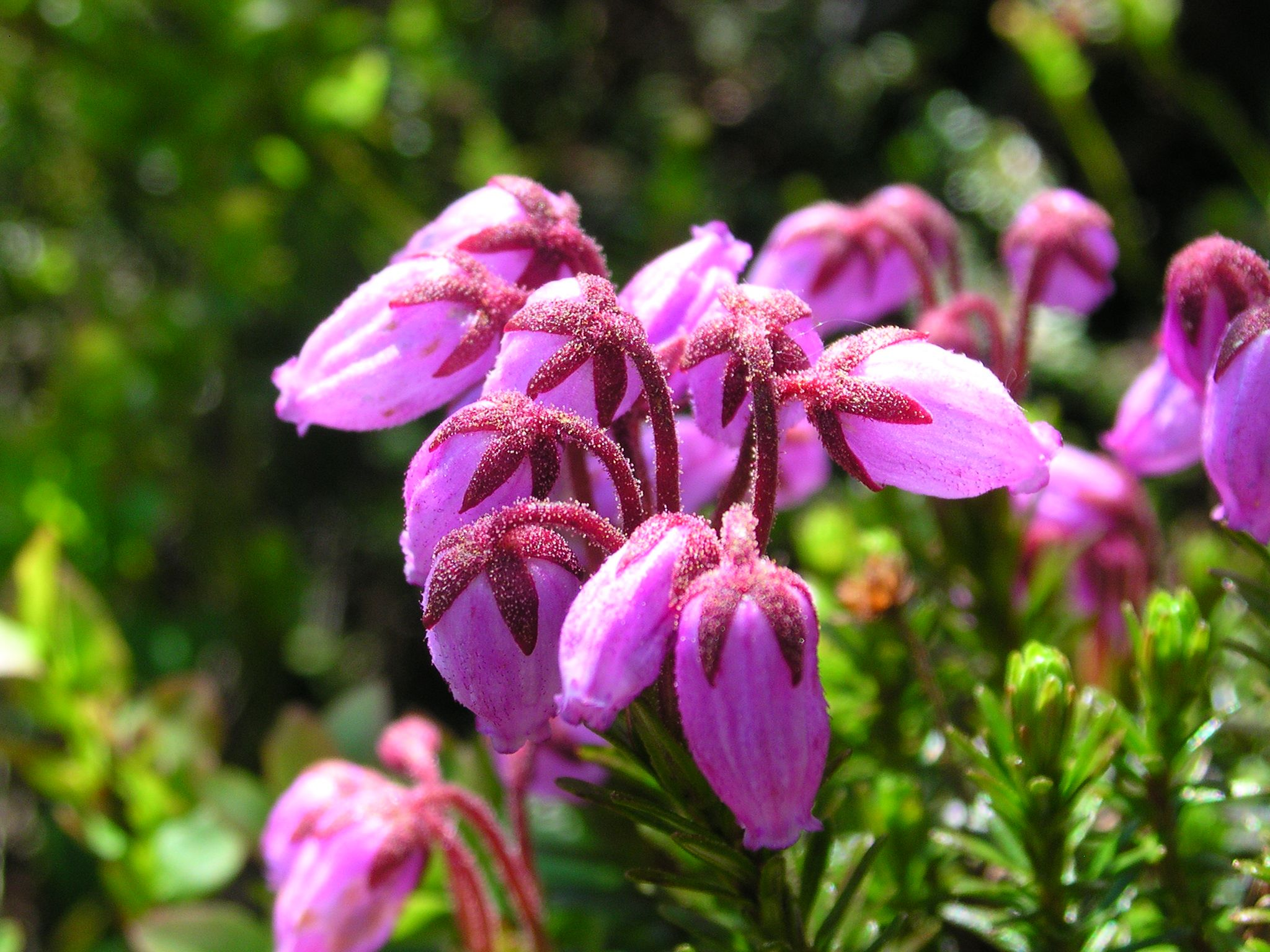
andromède bleue.

Dans les sous-bois des zones boisées on trouve camarine noire et myrtille, andromède bleue, busserole des Alpes et bouleau nain. 
Il existe des espèces spécifiques aux zones des tunturis, comme juncus trifidus ou diapensia lapponica. 
La zone sauvage de Kaldoaivi a les seules occurrences sauvages de myricaria germanica et de vératre blanc bien que la végétation arbustive s'étende dans une certaine mesure en dehors de la zone sauvage. 
Dans la zone de Kaldoaivi on trouve aussi botrychium lanceolatum, botrychium boreale, urtica dioica, carex microglochin, carex arctogena, sagine noueuse et primula stricta et rhododendron lapon,.

### Faune

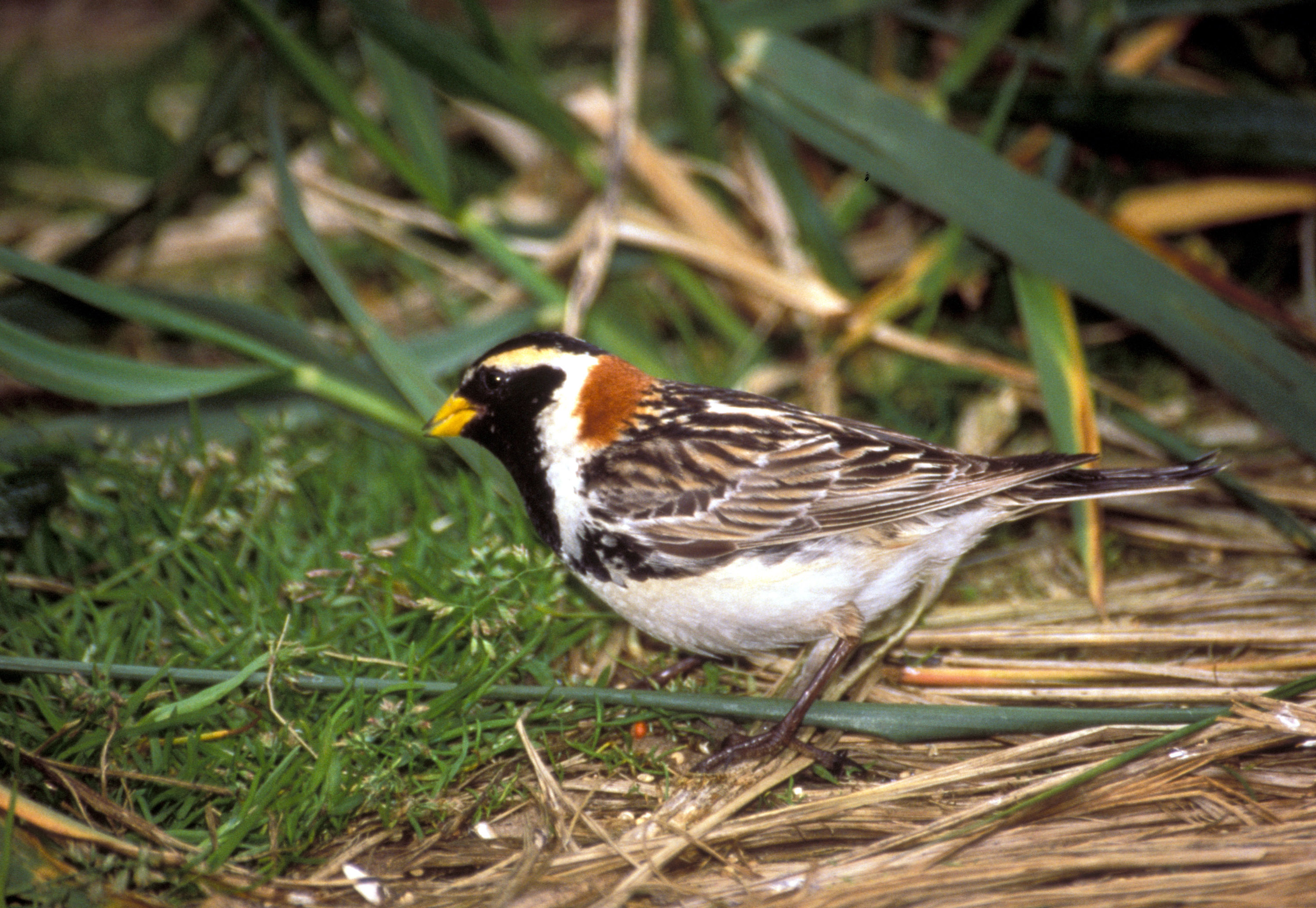
plectrophane lapon.

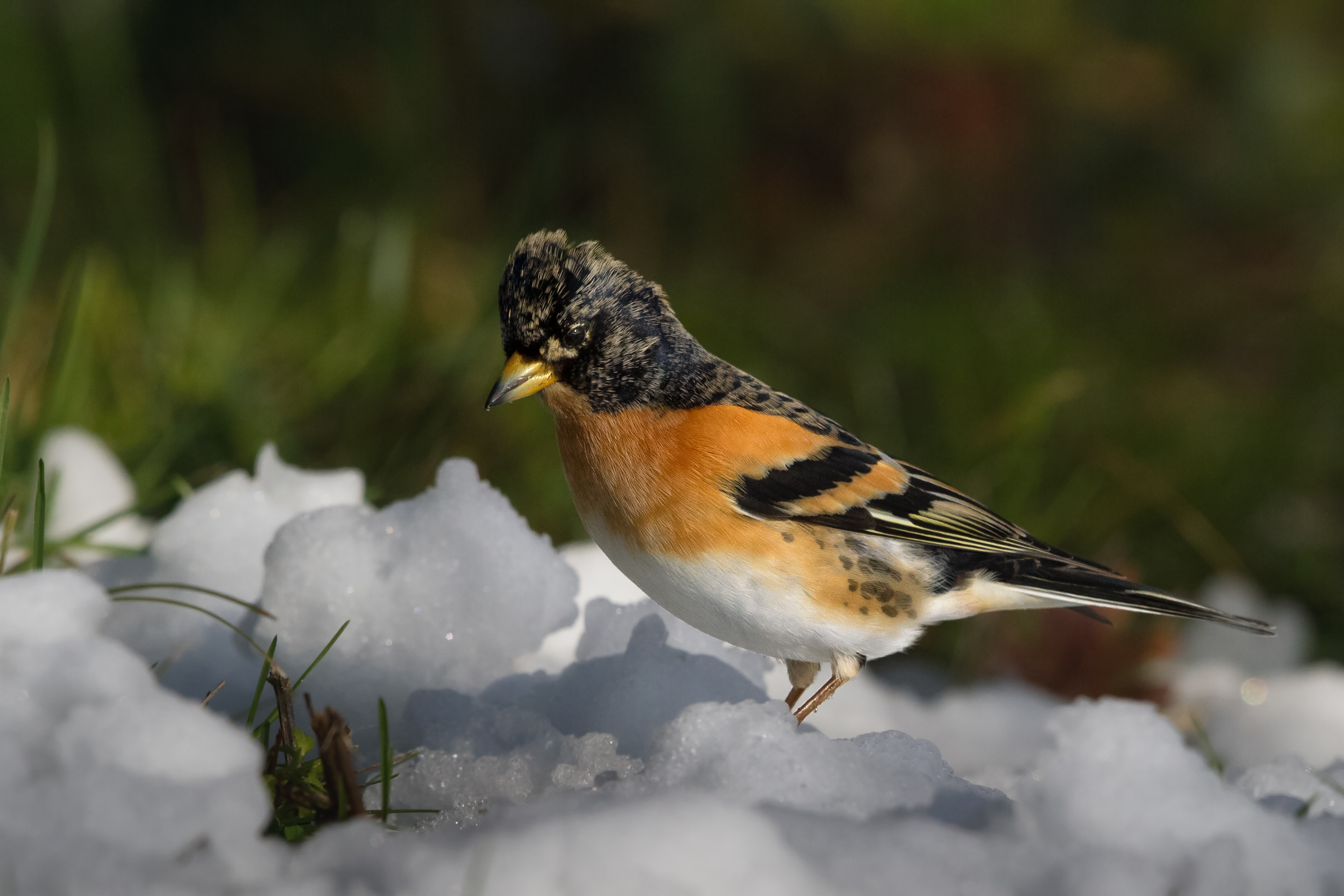
pinson du Nord.

Les oiseaux nidifiant les plus dans là zone sont pipit farlouse, plectrophane lapon, pinson du Nord, pouillot fitis et sizerin flammé.
Dans les marais, nichent chevalier sylvain, combattant varié et pluvier doré. 
Aux alentours de l'Iijärvi, la population de plongeon catmarin est la plus dense de Finlande.
La zone sauvage de Kaldoaivi est la zone de nidification la plus importante de Finlande pour barge rousse, bécasseau de Temminck, harelde kakawi et macreuse noire et de macreuse brune en Laponie.
Dans la zone sauvage, nichent aussi faucon gerfaut et aigle royal. 
On a vu quelques nichées de harfang des neiges. 
En raison des conditions hivernales rigoureuses, les oiseaux d'hiver comprennent principalement grand Corbeau et Lagopède des saules, et dans une moindre mesure lagopède alpin, Mésange lapone, aigle royal et faucon gerfaut.